# Manuela Ramin-Osmundsen
Manuela Ramin-Osmundsen, född 15 juli 1963 på Antony, Hauts-de-Seine (Frankrike), är en franskfödd norsk politiker i Arbeiderpartiet.
Hon var mellan 18 oktober 2007 och 15 februari 2008 barne- og likestillingsminister i Jens Stoltenbergs andra regering. Hon ersatte Karita Bekkemellem och blev Norges första färgade minister. I hennes portfölj ingick ansvaret för Seksjon for anti-diskrimineringsarbeid i Arbeids- og inkluderingsdepartementet. Hon invandrade till Norge 1991 och blev norsk medborgare ett par veckor innan hon blev utsedd till statsråd. Hon efterträddes på sin ministerpost av Anniken Huitfeldt.